# Championnat de France masculin de handball 1981-1982
Navigation
Nationale 1 1980-1981 Nationale 1 1982-1983
Le championnat de France de Nationale 1 masculin 1981-1982 est la 30e saison du championnat de plus haut niveau de handball en France. 
Le titre de champion de France est remporté par l'USM Gagny, vainqueur en finale de l'US Ivry. C'est leur deuxième titre de champion, le deuxième consécutif.

## Modalités
Lors de la première phase, les seize équipes sont réparties en deux poules de huit équipes.
A l'issue de cette première phase, les équipes sont réparties en trois poules :
- les trois premiers de chaque poule sont qualifiés pour la poule de niveau 1. Les deux premiers de cette poule de niveau 1 disputent ensuite une finale qui désigne le champion de France.
- Les deux derniers de chaque poule se retrouvent dans une poule de niveau 3. Les deux derniers sont relégués automatiquement en division Nationale II tandis que les deux premiers disputent une épreuve de barrages en matchs aller-retour contre les 2 clubs de Nationale II battus en demi-finale de la division Nationale II.
- Enfin, les six autres équipes se retrouvent dans une poule de niveau 2. Les deux derniers disputent une épreuve de barrages en match aller-retour contre les 2 clubs de Nationale II vainqueurs de l’épreuve de barrage entre les 4 clubs classés second en poule de Nationale II.

Les résultats enregistrés en première phase au cours des rencontres jouées entre deux clubs qualifiés d'une même poule restent acquis pour la deuxième phase.

## Première phase
- Qualifié pour la poule de niveau 1
- Qualifié pour la poule de niveau 2
- Qualifié pour la poule de niveau 3

Le classement final de la première phase est :

### Poule A
|   | Équipe                  | Pts | J  | G  | N | P  | Bp  | Bc  | Diff |
| - | ----------------------- | --- | -- | -- | - | -- | --- | --- | ---- |
| 1 | USM Gagny (T)           | 40  | 14 | 13 | 0 | 1  | 400 | 272 | 128  |
| 2 | HBC Anzin (P)           | 31  | 14 | 8  | 1 | 5  | 319 | 338 | -19  |
| 3 | AC Boulogne-Billancourt | 29  | 14 | 7  | 1 | 6  | 342 | 320 | 22   |
| 4 | ASPTT Metz              | 28  | 14 | 7  | 0 | 7  | 316 | 315 | 1    |
| 5 | ES Saint-Martin-d'Hères | 26  | 14 | 5  | 2 | 7  | 326 | 337 | -11  |
| 6 | RC Strasbourg           | 25  | 14 | 5  | 1 | 8  | 319 | 347 | -28  |
| 7 | SE Beaune               | 23  | 14 | 4  | 1 | 9  | 312 | 357 | -45  |
| 8 | Lille UC                | 22  | 14 | 4  | 0 | 10 | 306 | 354 | -48  |

Remarque : l'ASL Tourcoing a fusionné avec le Lille UC et officie désormais sous ce nom.

### Poule B
|   | Équipe                   | Pts | J  | G  | N | P  | Bp  | Bc  | Diff |
| - | ------------------------ | --- | -- | -- | - | -- | --- | --- | ---- |
| 1 | US Ivry                  | 36  | 14 | 10 | 2 | 2  | 347 | 305 | 42   |
| 2 | Stella Sports Saint-Maur | 35  | 14 | 9  | 3 | 2  | 334 | 287 | 47   |
| 3 | Stade Marseillais UC     | 30  | 14 | 8  | 0 | 6  | 353 | 319 | 34   |
| 4 | CSL Dijon                | 29  | 14 | 7  | 1 | 6  | 342 | 328 | 14   |
| 5 | SMEC Metz                | 27  | 14 | 6  | 1 | 7  | 287 | 301 | -14  |
| 6 | Thonon AC (P)            | 26  | 14 | 5  | 2 | 7  | 316 | 348 | -32  |
| 7 | ESM Gonfreville l'Orcher | 21  | 14 | 3  | 1 | 10 | 268 | 295 | -27  |
| 8 | Stade pessacais UC (P)   | 20  | 14 | 2  | 2 | 10 | 316 | 380 | -64  |

## Deuxième phase

### Poule de niveau 1
Le classement final est, :
| \| \| Équipe \| Pts \| J \| G \| N \| P \| Bp \| Bc \| Diff \| \| - \| ------------------------ \| --- \| -- \| - \| - \| - \| --- \| --- \| ---- \| \| 1 \| USM Gagny \| 27 \| 10 \| 8 \| 1 \| 1 \| 228 \| 192 \| 36 \| \| 2 \| US Ivry \| 22 \| 10 \| 5 \| 2 \| 3 \| 225 \| 222 \| 3 \| \| 3 \| Stella Sports Saint-Maur \| 20 \| 10 \| 4 \| 2 \| 4 \| 211 \| 212 \| -1 \| \| 4 \| Stade Marseillais UC \| 18 \| 10 \| 3 \| 2 \| 5 \| 243 \| 230 \| 13 \| \| 5 \| AC Boulogne-Billancourt \| 17 \| 10 \| 3 \| 1 \| 6 \| 241 \| 244 \| -3 \| \| 6 \| HBC Anzin \| 16 \| 10 \| 2 \| 2 \| 6 \| 211 \| 259 \| -48 \| | - Qualifié pour la finale - Maintenu en Nationale I |     |    |   |   |   |     |     |      |
| | Équipe                                              | Pts | J  | G | N | P | Bp  | Bc  | Diff |
| 1 | USM Gagny                                           | 27  | 10 | 8 | 1 | 1 | 228 | 192 | 36   |
| 2 | US Ivry                                             | 22  | 10 | 5 | 2 | 3 | 225 | 222 | 3    |
| 3 | Stella Sports Saint-Maur                            | 20  | 10 | 4 | 2 | 4 | 211 | 212 | -1   |
| 4 | Stade Marseillais UC                                | 18  | 10 | 3 | 2 | 5 | 243 | 230 | 13   |
| 5 | AC Boulogne-Billancourt                             | 17  | 10 | 3 | 1 | 6 | 241 | 244 | -3   |
| 6 | HBC Anzin                                           | 16  | 10 | 2 | 2 | 6 | 211 | 259 | -48  |

| Résultats des matchs aller - Anzin b. Gagny 20-19 - Ivry b. SMUC 25-22 - Gagny b. ACBB 32-29 - Stella b. SMUC 20-19 - Anzin b. ACBB 29-28 - Stella et Ivry 23-23 - Gagny et SMUC 23-23 - Anzin et Stella 24-24 - ACBB et Ivry 26-26 - Gagny b. Stella 20-19 - Ivry b. Anzin 25-23 - SMUC b. ACBB 26-23 - Gagny b. Ivry 19-18 - ACBB b. Stella 23-16 - Anzin et SMUC 25-25 | Résultats des matchs retour - Gagny b. Anzin 29-13 - SMUC b. Ivry 29-20 - Gagny b. ACBB 21-16 - Stella b. SMUC 29-26 - ACBB b. Anzin 31-20 - Ivry b. Stella 19-17 - Gagny b. SMUC 21-20 - Ivry b. ACBB 24-21 - Stella b. Anzin 20-16 - ACBB b. SMUC 23-22 - Gagny b. Stella 21-16 - Ivry b. Anzin 27-21 - Stella b. ACBB 27-21 - Gagny b. Ivry 22-18 - SMUC b. Anzin 31-21 |

### Poule de niveau 2
Le classement final de la poule est :
| \| \| Équipe \| Pts \| J \| G \| N \| P \| Bp \| Bc \| Diff \| \| -- \| ----------------------- \| --- \| -- \| - \| - \| - \| --- \| --- \| ---- \| \| 7 \| CSL Dijon \| 25 \| 10 \| 6 \| 3 \| 1 \| 234 \| 216 \| 18 \| \| 8 \| ASPTT Metz \| 21 \| 10 \| 5 \| 1 \| 4 \| 211 \| 212 \| -1 \| \| 9 \| SMEC Metz \| 20 \| 10 \| 4 \| 2 \| 4 \| 204 \| 208 \| -4 \| \| 10 \| RC Strasbourg \| 19 \| 10 \| 4 \| 1 \| 5 \| 212 \| 228 \| -16 \| \| 11 \| Thonon AC (P) \| 18 \| 10 \| 4 \| 0 \| 6 \| 222 \| 208 \| 14 \| \| 12 \| ES Saint-Martin-d'Hères \| 17 \| 10 \| 3 \| 1 \| 6 \| 213 \| 224 \| -11 \| | - Maintenu en Nationale I - Qualifié pour les barrages de relégation |     |    |   |   |   |     |     |      |
| | Équipe                                                               | Pts | J  | G | N | P | Bp  | Bc  | Diff |
| 7 | CSL Dijon                                                            | 25  | 10 | 6 | 3 | 1 | 234 | 216 | 18   |
| 8 | ASPTT Metz                                                           | 21  | 10 | 5 | 1 | 4 | 211 | 212 | -1   |
| 9 | SMEC Metz                                                            | 20  | 10 | 4 | 2 | 4 | 204 | 208 | -4   |
| 10 | RC Strasbourg                                                        | 19  | 10 | 4 | 1 | 5 | 212 | 228 | -16  |
| 11 | Thonon AC (P)                                                        | 18  | 10 | 4 | 0 | 6 | 222 | 208 | 14   |
| 12 | ES Saint-Martin-d'Hères                                              | 17  | 10 | 3 | 1 | 6 | 213 | 224 | -11  |

### Poule de niveau 3
Le classement final de la poule de niveau 3 est :
| \| \| Équipe \| Pts \| J \| G \| N \| P \| Bp \| Bc \| Diff \| \| -- \| ------------------------ \| --- \| - \| - \| - \| - \| --- \| --- \| ---- \| \| 13 \| SE Beaune \| 14 \| 6 \| 4 \| 0 \| 2 \| 146 \| 144 \| 2 \| \| 14 \| Lille UC \| 13 \| 6 \| 3 \| 1 \| 2 \| 143 \| 134 \| 9 \| \| 15 \| Stade pessacais UC (P) \| 11 \| 6 \| 2 \| 1 \| 3 \| 141 \| 158 \| -17 \| \| 16 \| ESM Gonfreville l'Orcher \| 10 \| 6 \| 2 \| 0 \| 4 \| 134 \| 128 \| 6 \| | - Qualifié pour les barrages de relégation - Relégué en Nationale II |     |   |   |   |   |     |     |      |
| | Équipe                                                               | Pts | J | G | N | P | Bp  | Bc  | Diff |
| 13 | SE Beaune                                                            | 14  | 6 | 4 | 0 | 2 | 146 | 144 | 2    |
| 14 | Lille UC                                                             | 13  | 6 | 3 | 1 | 2 | 143 | 134 | 9    |
| 15 | Stade pessacais UC (P)                                               | 11  | 6 | 2 | 1 | 3 | 141 | 158 | -17  |
| 16 | ESM Gonfreville l'Orcher                                             | 10  | 6 | 2 | 0 | 4 | 134 | 128 | 6    |

## Phase finale

### Finalités de Nationale II
Les résultats des finalités de Nationale II sont :
| Tour                | Date             | Club 1                     | Score | Club 2                     |
| ------------------- | ---------------- | -------------------------- | ----- | -------------------------- |
| Demi-finales aller  | 24-25 avril 1982 | HBC Villefranche-sur-Saône | 21-21 | Stade toulousain           |
| Demi-finales aller  | 24-25 avril 1982 | FC Mulhouse                | 20-18 | US Dunkerque               |
| Demi-finales retour | 8-9 mai 1982     | Stade toulousain           | 21-17 | HBC Villefranche-sur-Saône |
| Demi-finales retour | 8-9 mai 1982     | US Dunkerque               | 30-23 | FC Mulhouse                |
| Finale              | 22 mai 1982      | Stade toulousain           | 26-25 | US Dunkerque               |

Le 22 mai 1982 à Nevers, le Stade Toulousain bat l'US Dunkerque 26  à 25 (mi-temps 12 à 10) en finale de la Nationale II :
- Stade toulousain : Onesta (11), Ettante (5), Pernet (3), Raynal (3), Estève (1), Garrido (1), Merz (1), Martinez (1).
- US Dunkerque : Debureau (5), Lalart (4), Junta (4), Krey (4), Nita (3), Verschave (2), Pattin (1), Gallopa (1), Lefèvre (1).

### Barrages de relégation
Les résultats détaillés ne sont pas connus.
Néanmoins, l'ES Saint-Martin-d'Hères était opposé à l'AS Police Paris et le Thonon AC à l'USAM Nîmes. Le SE Beaune et le Lille UC sont les deux autres clubs de Nationale I barragistes et sont opposés au HBC Villefranche-sur-Saône ou au FC Mulhouse.
Seul l'USAM Nîmes parvient à renverser la hiérarchie et ainsi à être promu en Nationale I. L'ES Saint-Martin-d'Hères, le SE Beaune et le Lille UC sont maintenus.

### Finale
En finale, Gagny ne mène que d'un but à la mi-temps (11-10) puis à la 37e minute (13-12), mais le champion sortant fait ensuite la décision en dix minutes en portant le score à 19-12 à la 47e minute, :
| 29 mai 1982 | USM Gagny             | 26 – 19 | US Ivry | Élancourt Affluence : 1 500 |
| 29 mai 1982 | Jean-Michel Serinet 7 | (11-10) |         | Élancourt Affluence : 1 500 |
| 29 mai 1982 | Larousse FFHB         |         |         | Élancourt Affluence : 1 500 |

Les équipes étaient notamment composées de :
- USM Gagny : Sylvain Nouet , Dominique Bouzianne (GB), Philippe Médard (GB), Éric Cailleaux, Eddie Couriol, Philippe Germain, Jean-Michel Serinet... Entraîneur : Jean-Michel Germain.
- US Ivry : Joseph Alaimo , Yves Mouchon, Lionel Nicolas, Patrick Persichetti, Bernard Rignac... Entraîneur : René Richard.

## Classement final
|    | Club                     | Commentaire                           |
| -- | ------------------------ | ------------------------------------- |
| 1  | USM Gagny                | Qualifié en Coupe des clubs champions |
| 2  | US Ivry                  | Qualifié en Coupe des coupes          |
| 3  | Stella Sports Saint-Maur | Qualifié en Coupe de l'IHF            |
| 4  | Stade Marseillais UC     |                                       |
| 5  | AC Boulogne-Billancourt  |                                       |
| 6  | HBC Anzin (P)            |                                       |
| 7  | CSL Dijon                |                                       |
| 8  | ASPTT Metz               |                                       |
| 9  | SMEC Metz                |                                       |
| 10 | RC Strasbourg            |                                       |
| 11 | Thonon AC (P)            | Battu en barrage                      |
| 12 | ES St-Martin-d'Hères     | Maintenu après les barrage            |
| 13 | SE Beaune                | Maintenu après les barrage            |
| 14 | Lille UC                 | Maintenu après les barrage            |
| 15 | Stade pessacais UC (P)   | Relégué en Nationale II               |
| 16 | ESM Gonfreville l'Orcher | Relégué en Nationale II               |

## Statistiques et récompenses
Le meilleur buteur est Patrick Persichetti de l'US Ivry avec 117 buts marqués.
Les meilleurs joueurs sont :
- Jet d'or : Éric Cailleaux, USM Gagny
- Jet d'argent : Jacques Duprez, HBC Anzin
- Jet de bronze : Marc-Henri Bernard, Stella Sports Saint-Maur